# Дивенская улица
Ди́венская у́лица — улица в Петроградском районе Санкт-Петербурга. Проходит от Каменноостровского проспекта до Певческого переулка.

## История
Эта улица появилась в середине XVIII века. С 1798 по 1821 годы называлась Монетная улица, связано с местонахождением слободы рабочих Монетного двора. С 1828 года именовалась Инженерный переулок, по находящемуся здесь дому Инженерного ведомства. В 1829—1835 годы употреблялось название Большая Певческая улица, по жившим здесь певчим Троицкого собора.
Современное название Дивенская улица дано 16 апреля 1887 года по посёлку Дивенский, в ряду улиц Петербургской стороны, наименованных по населённым пунктам Петербургской губернии.

## Транспорт
Общественный транспорт по Дивенской улице не ходит. Ближайшая станция метро — «Горьковская», на чуть большем расстоянии расположена станция «Петроградская». Ближайшие остановки общественного транспорта расположены на Каменноостровском проспекте (автобус № 46), а также на улице Мира и Большой Монетной улице (автобусы № 14, 230).

## Здания и достопримечательности

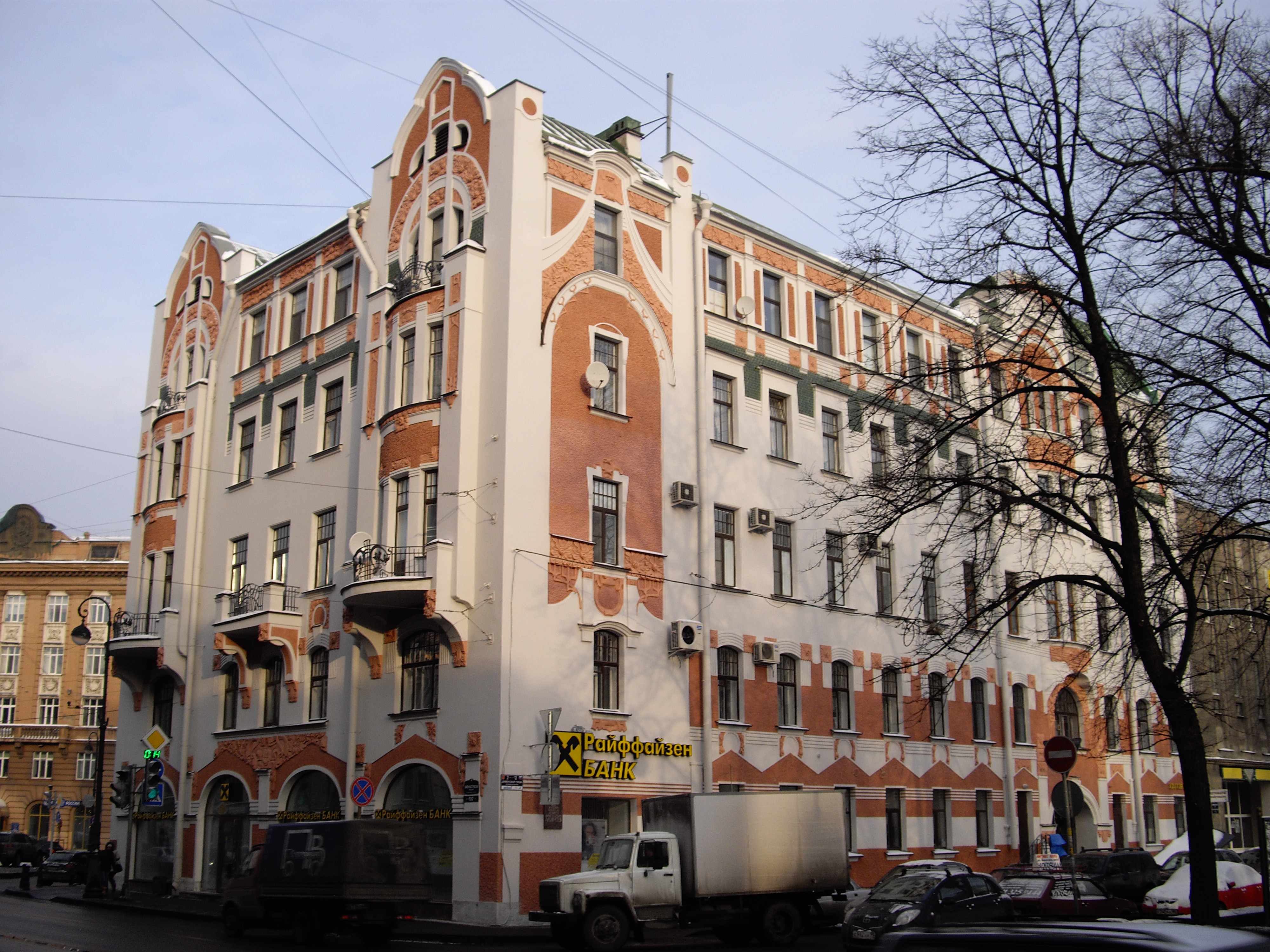
Дом 2 (дом Кельдаля) на углу с Каменноостровским проспектом

- Дивенский сад площадью 0,53 га на углу с Каменноостровским проспектом[3].
- Дом 1 / Каменноостровский пр., 11б — бизнес-центр «Лангензипен». Назван по фамилии прусского подданного Р. Л. Лангензипена, с 1887 года владевшего расположенным здесь механическим заводом (ранее — механический завод Гроша). В 1918 г. завод был национализирован. С 1922 г. — завод «Знамя труда». В 1965 г. на участке был возведен новый железобетонный цех завода. Существующее здание бизнес-центра построено в 2006 году по проекту мастерской Сергея Чобана (авторы С. Э. Чобан, Ф. Губкин, Ф.-С. Шольц, С. Гришкат, В. Каширина, А. Кох, А. Шрот, Е. Пфайль). При этом за основу был взят существовавший железобетонный каркас, фасад со стороны Каменноостровского проспекта отделан декоративными стеклянными панелями, а фасад со стороны Дивенской улицы — натуральным камнем.
- Дом 2 / Каменноостровский пр., 13 / ул. Мира, 13 — доходный дом почётного гражданина Константина Христиановича Кельдаля, памятник архитектуры модерна, главным фасадом выходящий на Австрийскую площадь, построен по проекту архитектора В. В. Шауба в 1902—1903 годах. Фасад отреставрирован в 2011 г. В доме в разное время жили:
  - писатель Леонид Андреев (в 1907—1908 годах; мемориальная доска на фасаде со стороны Дивенской улицы установлена в 2003 году); здесь на литературных вечерах у Андреева бывали Александр Блок, Фёдор Сологуб, С. Н. Сергеев-Ценский;
  - архитекторы Ф. Ф. фон Постельс (1907), Н. Ф. Беккер (1914—1917), А. М. Вильянен, И. А. Крит;
  - художник В. М. Измайлович (1905—1917), создатель панно для многих петербургских особняков, в том числе для дворца великого князя Владимира Александровича (Дворцовая набережная, 26, ныне Дом учёных), и автор одного из первых портретов Ленина;
  - профессор медицины и видный общественный деятель Г. А. Ивашенцов (в 1910-х);
  - в мансарде со стороны улицы Мира находилась мастерская архитектора В. А. Щуко, который жил здесь с 1924 по 1935 год. Впоследствии в мастерской работал видный советский художник С. М. Бондар, а с 1970-х — В. А. Леднёв (народный художник России (1999), профессор, заведующий кафедрой рисунка РГПУ им. А. И. Герцена, кандидат искусствоведения)[4].
- Дом 5—7 — современный жилой комплекс «Серебряные зеркала», возведён в 2010 г. по проекту мастерской С. М. Зельмана (авторы: С. М. Зельцман, А. Андреев, В. К. Бритиков, Т. Душина, Н. Смолин, А. Юдин), Ленжилпроект; застройщик — компания ЛЭК. Официально признан «градостроительной ошибкой»[5].
- Последний дом по чётной стороне  памятник архитектуры (вновь выявленный объект)[6] — задний фасад бывших учебно-казарменных корпусов, классицизм, 1910-е (улица Мира, дом 15). В советское время — курсы ПВО (с 1928 г.), затем артиллерийское техническое училище зенитной артиллерии, с 1973 года — Ленинградское высшее зенитное ракетное командное училище. С 2001 года — ФГУП «Главное управление специального строительства по территории Северо-Западного федерального округа при Федеральном агентстве специального строительства» (ГУССТ № 3 при Спецстрое России), здание Военно-окружного совета Окружного интендантского управления.
- Дом 9 / Большая Посадская улица, 12 (корп."Гараж")/ Монетная Малая ул., 3  памятник архитектуры (вновь выявленный объект)[6] — Автомобильный гараж фирмы К. Л. Крюммеля 1913-1914 постройки.